# Удезе, Ифеаньи
Ифеаньи Удезе (англ. Ifeanyi Udeze; 21 июля 1980, Лагос, Нигерия) — нигерийский футболист, выступавший на позиции левого и центрального защитника, известен по своим выступлениям в греческой Суперлиге и за сборную Нигерии.

## Карьера

### Клубная карьера
Удезе выступал за нигерийский «Бендел Иншурэнс», греческие «Кавала» и «ПАОК».
В 2003 году «ПАОК» отдал Ифеаньи в аренду до конца сезона клубу АПЛ «Вест Бромвич Альбион», с правом выкупа. Провел за клуб 10 матчей и не смог помочь клубу избежать вылета из Премьер-Лиги.
После вернулся в «ПАОК» за который играл 2006 года. Всего за клуб провел 103 матча и забил 1 гол.
11 августа 2006 года заключил контракт трехлетний контракт с клубом «АЕК», но уже в январе 2007 года был отчислен из команды, отыграв только 3 матча.
В июле 2007 Удезе возвращается в «ПАОК» подписав двухлетний контракт, но небольшая травма колена помещала ему пробиться в основной состав. Клуб разорвал с ним контракт через год так и не проведя ни одного матча за клуб.

### Международная карьера
Первым международным турниром в карьере Ифеаньи стал Кубок Меридиана 1997 года проходивший в Португалии. Сборная Нигерии выиграла турнир в финале обыграв сборную Испании.
Дебютировал во взрослой сборной в 2001 году. В составе сборной Нигерии участвовал в Кубке африканских наций 2002 который прошёл в Мали и попал в символическую сборную турнира.
Также был участником Чемпионате мира 2002 и Кубка африканских наций 2004. Последний матч за сборную провел против сборной Анголы в 2005 году в отборочный турнире ЧМ 2006.
В период выступлений за Суперорлов был заменой для Селестина Бабаяро.

## Достижения
- Победитель Кубок Меридиана: 1 (1997)
- Победитель Кубка Греции: 2 (2001, 2003)

## Личная жизнь
Был женат 11 лет. Есть двое детей. Летом 2014 года объявил о том, что обучается на курсах на тренерскую лицензию категории А на Мальте.